# Vismes-au-Val Communal Cemetery
Vismes-au-Val Communal Cemetery is een begraafplaats gelegen in de Franse plaats Vismes (Somme). De militaire graven worden onderhouden door de Commonwealth War Graves Commission.
De begraafplaats telt 5 geïdentificeerde Gemenebest graven uit de Eerste Wereldoorlog.